# Louis Faidherbe

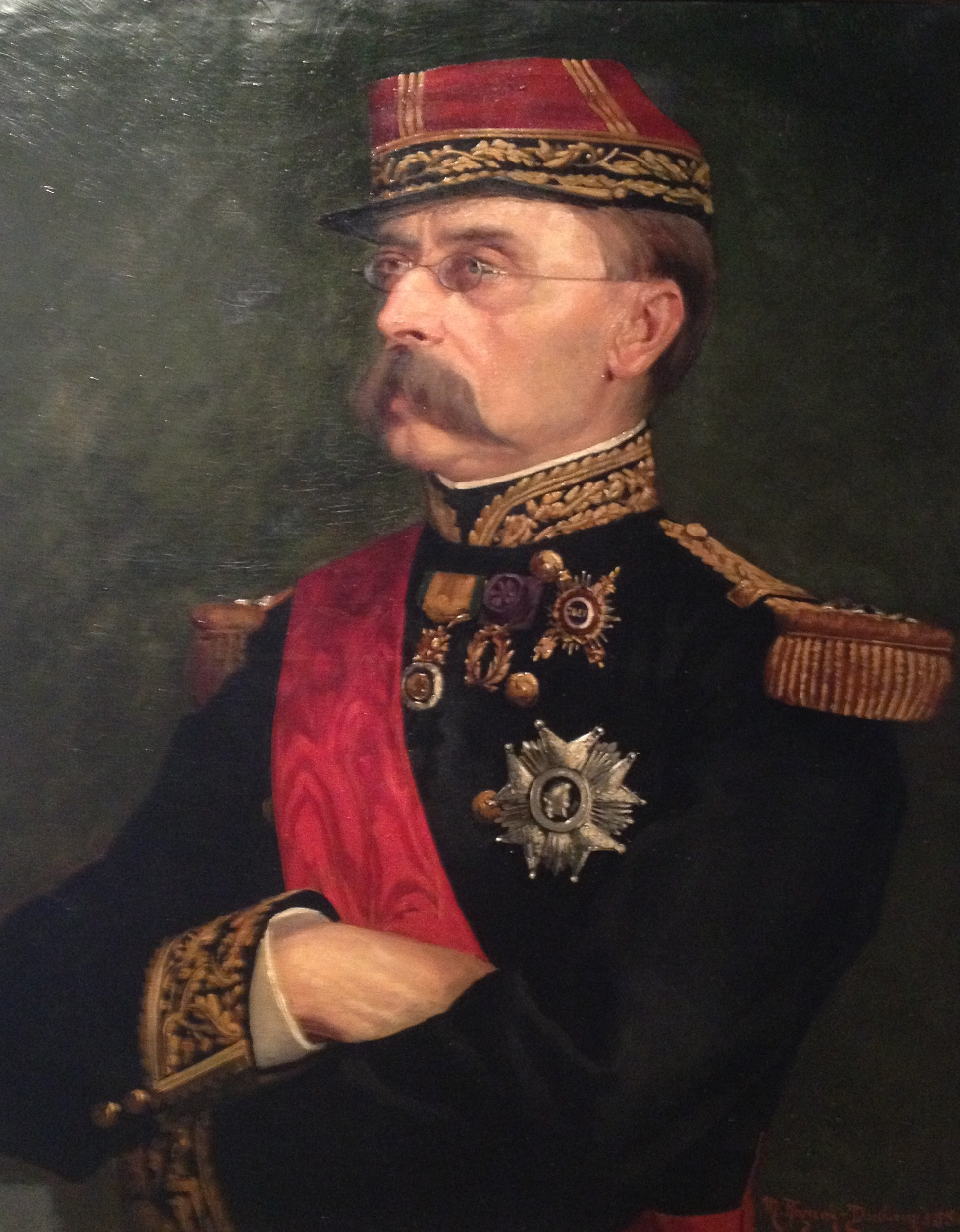
Generaal Louis Faidherbe

Louis Léon César Faidherbe (Rijsel, 3 juni 1818 - Parijs, 28 september 1889) was een Frans generaal en de eerste gouverneur in de Franse kolonie Senegal.

## Levensloop

### Militaire school
Van 1838 tot 1842 studeerde Faidherbe aan de École Polytechnique in Metz. Hij zwaaide er af als officier en was opgeleid in de artillerie en in de genie. Hij vertrok meteen naar Frans-Algerije.

### Algerije

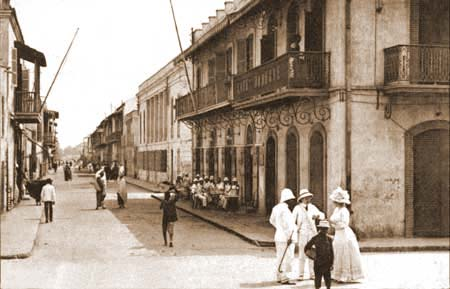
Saint-Louis, koloniale hoofdstad van Senegal

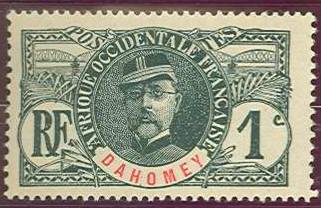
Postzegel uit de latere, grotere, kolonie Frans-West-Afrika.

Hij vocht in verschillende veldslagen om Frans-Algerije uit te breiden (1842-1857). Hij verbleef een periode in Bou Saada, waar hij de islam-gewoonten leerde maar ook tegelijkertijd leerde een militair fort te bouwen tegen opstandelingen. In 1858 werd Algerije formeel als onderdeel van het Franse keizerrijk ingericht en de vijandelijkheden hielden tijdelijk op. Faidherbe ging op expeditie in Guadeloupe (1858-1859) waar hij betrokken geraakte in politieke discussies. Hij keerde naar Algerije terug om er te vechten (1849-1852).

### Senegal
De militaire staf stuurde Faidherbe vervolgens naar Senegal (1852), met de opdracht van de losse handelsposten aan de Senegal-rivier een Frans protectoraat te maken. Hij vestigde zich in Saint-Louis, waar hij in 1854 tot de eerste gouverneur werd benoemd van de pas opgerichte Franse kolonie Senegal. Hij organiseerde de uitvoer van Arabische gom, die tot dan toe slecht verliep in Franse ogen. Hij voerde een Frans-islamitisch onderwijssysteem in en stichtte een school voor de zonen van stamhoofden, om hen op te leiden tot bestuursambtenaren. Faidherbe zelf leerde Arabisch en Wolof. Hij was ook de oprichter van het korps van de tirailleurs sénégalais met inlandse soldaten, wier kenmerkende uniform hij zelf ontwierp. Gouverneur Faidherbe veroverde grondgebied voor Senegal. Hiertoe bevocht hij invallende Mauretaniërs en, in het oosten, de troepen van El Hadj Omar Tell. Deze laatste viel Senegal binnen vanuit het oostelijk gelegen koninkrijk Kaarta, vandaag een deel van Mali. Faidherbe stichtte de stad Dakar, waar hij ook een haven liet aanleggen. Faidherbe veroverde de monding van de Gambia-rivier, het latere Gambia. Nog meer naar het zuiden bezette hij het strategisch gelegen eilandje Carabane, zodat de monding van de rivier Casamance in Franse handen kwam. Hij werd tot kolonel bevorderd in 1860. Van 1861 tot 1863 nam Faidherbe ontslag als gouverneur wegens ziekte; hij leed aan verlammingen. Hij liet zich verzorgen in Oran, Frans-Algerije. In 1863 keerde Faidherbe terug als gouverneur van Senegal, ditmaal met de graad van generaal. Tijdens de Amerikaanse Burgeroorlog, liet Faidherbe katoenplantages aanleggen in Senegal, want Frankrijk kende een tekort aan katoen. In 1865 keerde hij naar Frankrijk terug.
Voor zijn grootse plannen om een grotere kolonie te stichten, Frans-West-Afrika, had de regering in Parijs geen geld. Dit plan bevatte namelijk de militair moeilijk geachte verovering van Mali (of Frans Soedan), omdat het zich bevond op de weinig toegankelijke bovenlopen van de rivieren die door Senegal stromen. Later, na de dood van Faidherbe, zou dit koloniaal land er wel komen. Faidherbe heeft, met andere woorden, de kiemen gelegd voor Frans-West-Afrika. De terugkerende verlammingen verzwakten Faidherbe, zodat hij instemde met een rustiger kazerneleven in Rijsel. Hij werd deels blind.

### Frans-Duitse Oorlog
Faidherbe bevond zich onder medische behandeling in Rijsel, toen de Frans-Duitse Oorlog uitbrak. In 1870 verloren de Fransen de Slag bij Sedan, waarbij Napoleon III zich gevangen gaf aan Pruisen. Faidherbe zag het als zijn plicht de binnenvallende Pruisen te bekampen. Het reguliere Franse leger was evenwel uitgedund en zwak gemotiveerd. Faidherbe verwierf een heldenstatus door de troepen van generaal-veldmaarschalk Edwin von Manteuffel het lastig te maken, in meerdere veldslagen in Noord-Frankrijk (1870-1871). Zijn rechterhand was generaal Jean Farre. De Franse staatsman Gambetta benoemde Faidherbe tot divisiegeneraal voor heel Noord-Frankrijk. Faidherbe had zeker niet het bevel over een divisie van het Franse leger, maar over een kleinere troepensterkte. Bij de overgave van Frankrijk (1871) aarzelde Faidherbe om deel te nemen aan het politieke leven in Parijs. Hij had het niet begrepen op de republikeinse ideologie van de Derde Franse Republiek. Hij zetelde kortstondig als volksvertegenwoordiger in de Assemblée Nationale, alhoewel hij verkozen was in 1871.

### Senaat
In 1879 aanvaardde hij wel zijn verkiezing tot senator. Hij zetelde in de Franse senaat van 1879 tot 1888, namens het Noorderdepartement. Als eretitel droeg hij deze van kanselier van het Legioen van Eer. Hij stierf in Parijs in 1889.

## Werken
- Notice sur la colonie du Sénégal (1859)
- Avenir du Sahara et du Soudan (1863)
- Chapitre de géographie sur le nord-ouest de l'Afrique (1865)
- Collection complète des inscriptions numidiques
- Bases d'un projet de réorganisation d'une armée nationale (1871)
- La campagne de l'armée du Nord (1871)
- Essai sur la langue poul (1875)
- Le Zenaga des tribus sénégalaises (1877)[7]

## Eerbewijzen
- Een brug in Saint-Louis (Senegal) draagt zijn naam.
- Meerdere straten in Noord-Frankrijk dragen zijn naam of hebben een standbeeld of buste van hem. Zo staat er in Bapaume en in Pont-Noyelles, 2 plaatsen uit de Frans-Duitse Oorlog, een standbeeld van generaal Faidherbe.
- Zijn naam staat vermeld in het Panthéon in Parijs.
- In de 20e eeuw was er een trein naar hem genoemd, die het treinstation Parijs-Noord verbond met het Noorderdepartement.
- Het metrostation Faidherbe-Chaligny, in de Rue Chaligny in Parijs, is naar hem genoemd.
- Standbeelden in Saint-Louis (Senegal) en Rijsel

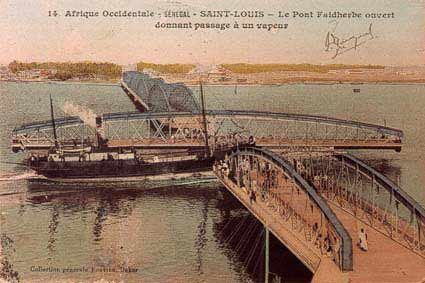
Faidherbe brug in Saint-Louis (Senegal)
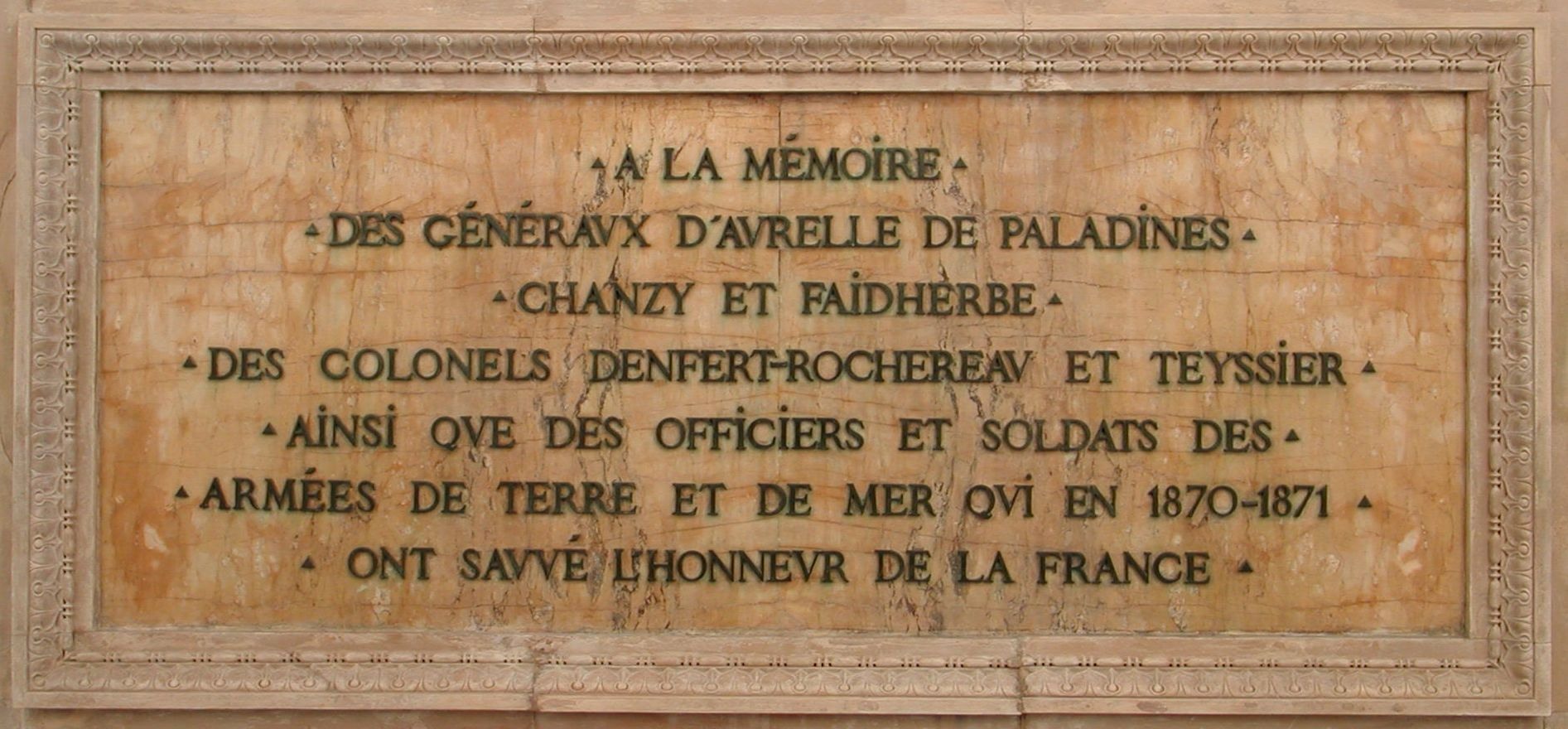
citatie in het Pantheon
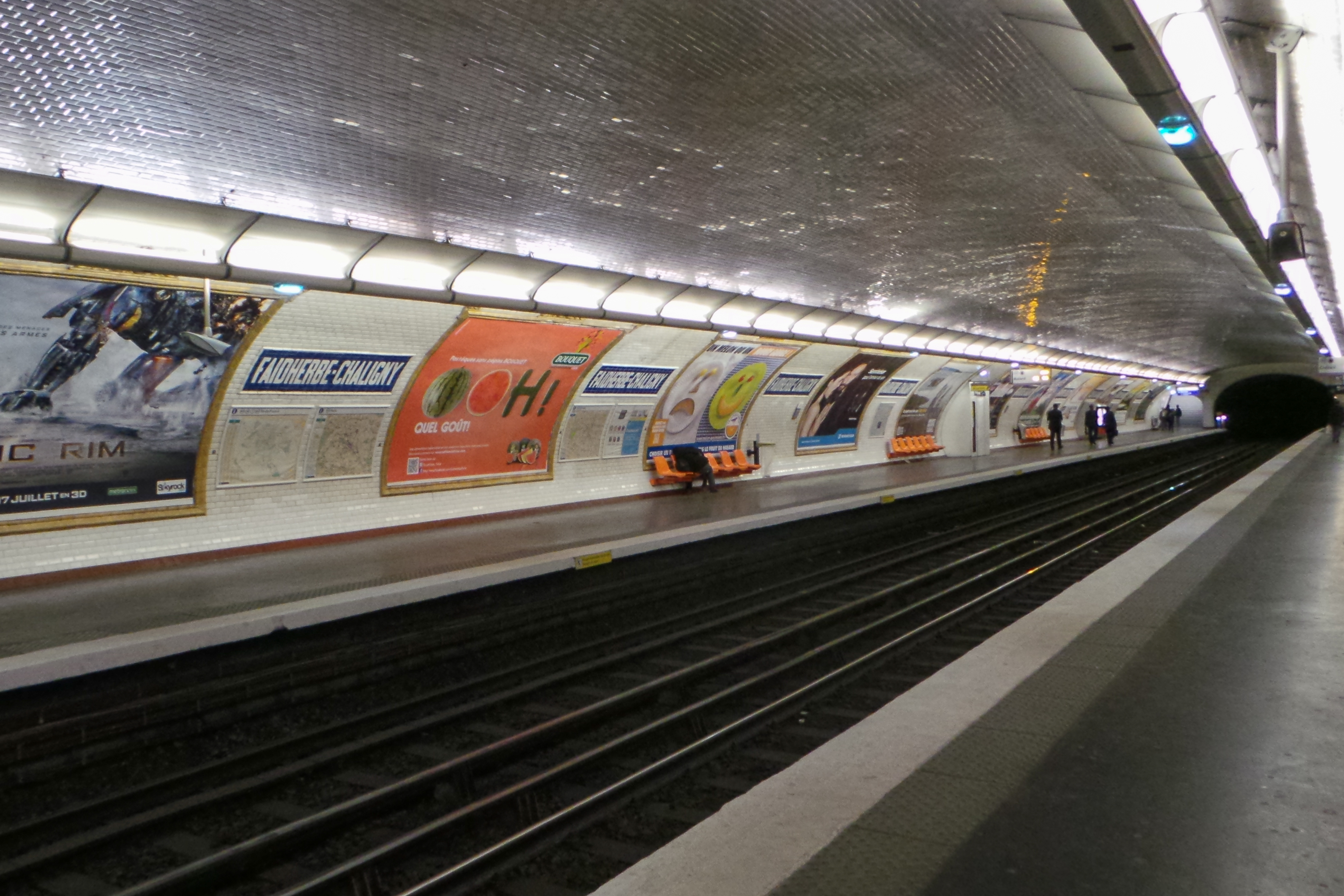
Metrostation Faidherbe-Chaligny in Parijs
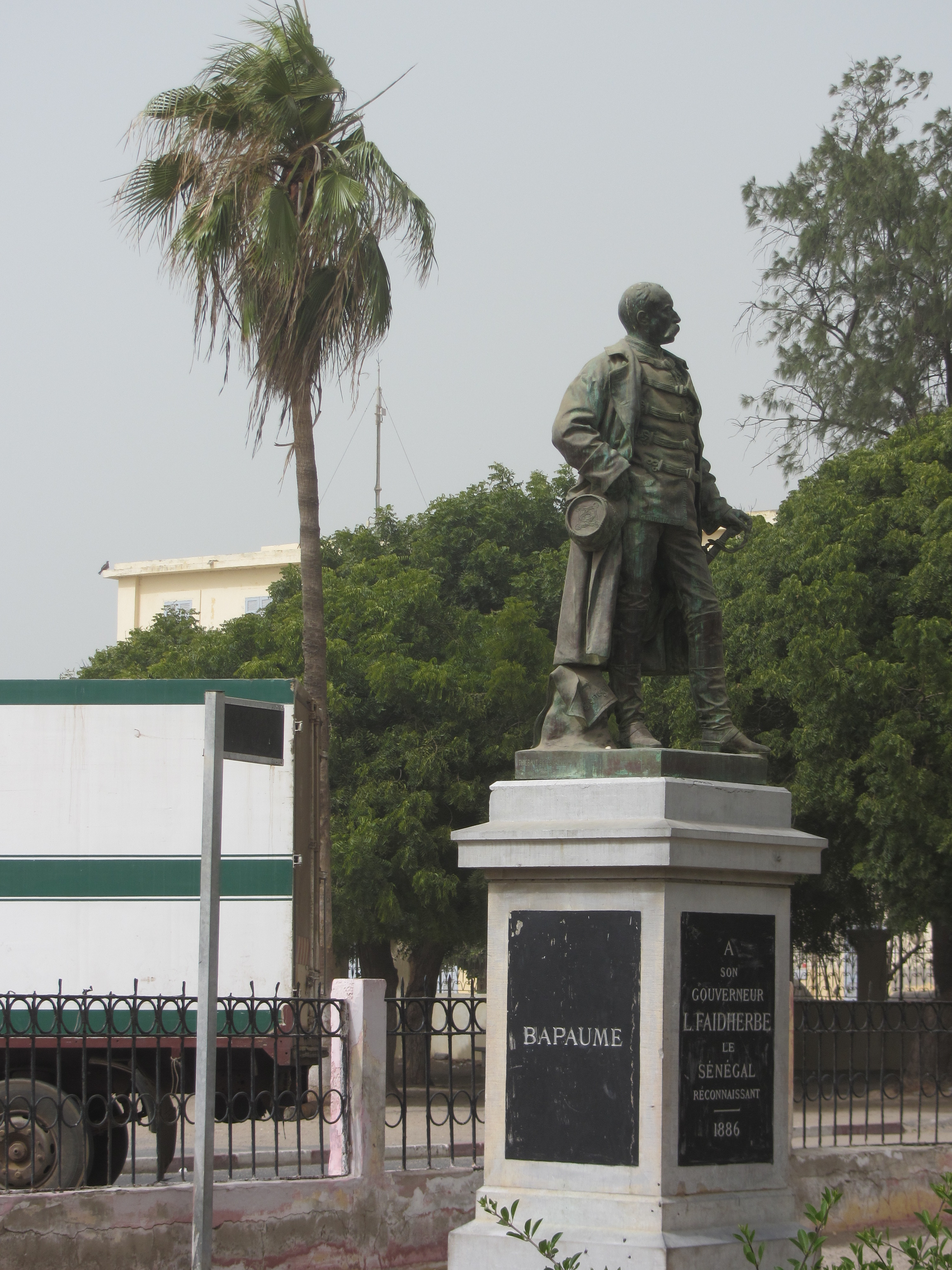
Standbeeld in Saint-Louis (Senegal) op Place Faidherbe
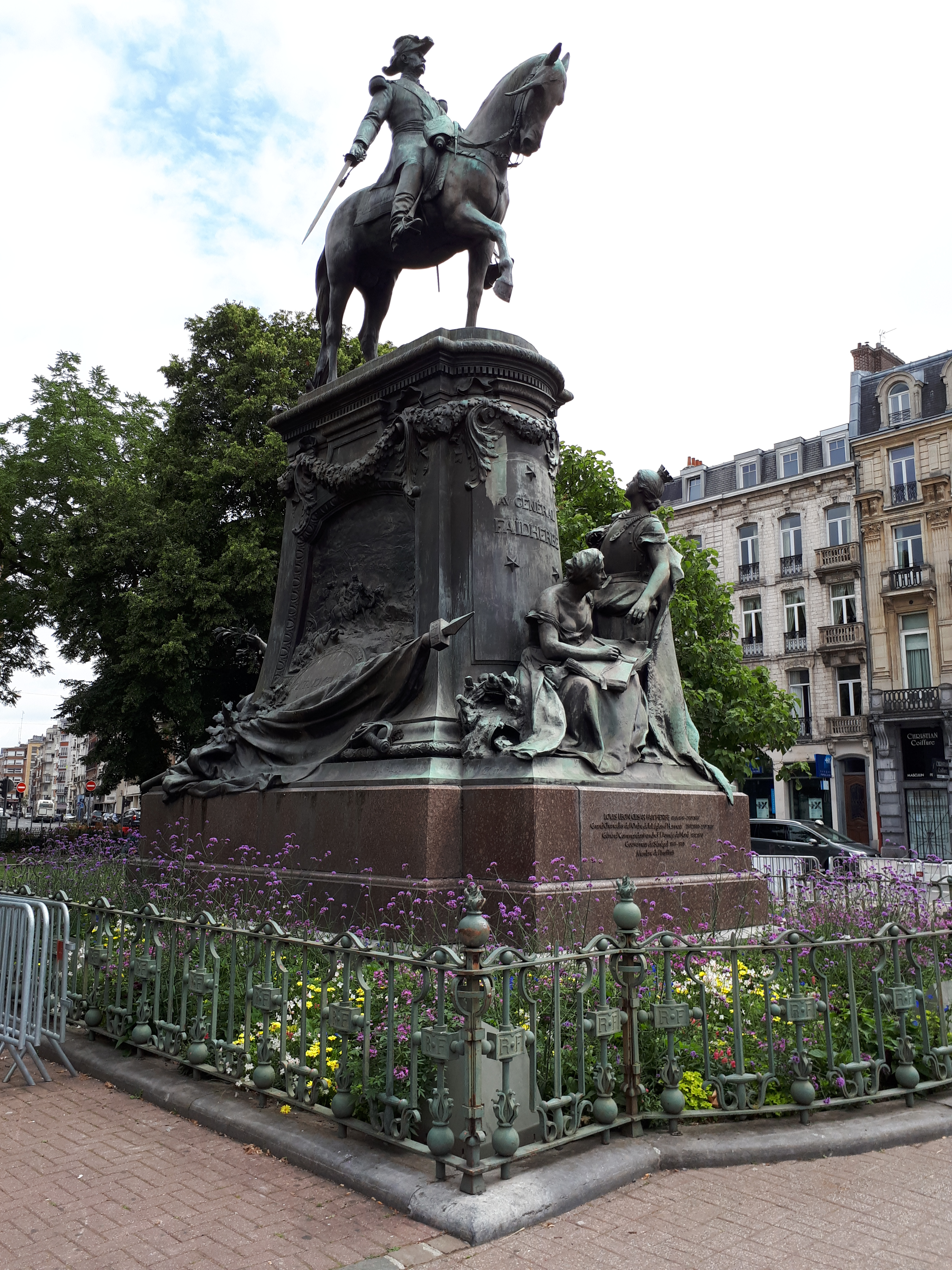
Standbeeld in Rijsel op Place Richebé

- Bibsys: 4109889
- Biblioteca Nacional de España: XX1207593
- Bibliothèque nationale de France: cb126049796 (data)
- Gemeinsame Normdatei: 119048388
- International Standard Name Identifier: 0000 0001 2018 2700
- Library of Congress Control Number: nr91005701
- Base Léonore: C/0/27
- Nationale bibliotheek van Australië: 35793645
- Nationale Bibliotheek van Israël: 987007294131905171
- Nederlandse Thesaurus van Auteursnamen: 069760764
- Système universitaire de documentation: 030160146
- Trove: 1090425
- Virtual International Authority File: 71511780
- WorldCat: E39PBJvd7cb9KBWDfxmfqMVDMP